# Edvin Mattiasson
Berndt Edvin Mattiasson (* 16. April 1890 in Trelleborg; † 15. März 1975 in Malmö) war ein schwedischer Ringer, der beim Ringen der Olympischen Sommerspiele 1912 in Stockholm antrat und in der Leichtgewichtklasse (bis 67,5 kg) die Bronzemedaille hinter Gustaf Malmström (Silber) und Eemeli Väre (Gold) gewann.

## Leben und Karriere
Mattiasson wurde im Jahre 1890 in der südschwedischen Stadt Trelleborg geboren und schloss sich noch in jungen Jahren dem 1892 gegründeten und noch immer existierenden GAK Enighet in der nur wenige Kilometer nördlich und sich gerade im Aufschwung befindlichen Großstadt Malmö an. In ebendieser Zeit galt der Klub bereits als führender Klub in den Sportarten Boxen sowie Ringen und brachte bereits damals zahlreiche erfolgreiche Athleten hervor; darunter Staatsmeister, Weltmeister und Olympiasieger. Im Jahr 1912 vertrat er seinen Klub bei den Olympischen Sommerspielen, die in der schwedischen Hauptstadt Stockholm ausgetragen wurden. Beim im Olympiastadion Stockholm stattfindenden Turnier im Ringen nahm der damals 22-jährige Mattiasson bereits ab der ersten Runde teil und kämpfte sich durch insgesamt sieben Vorrunden, ehe er in den Hauptrunden gegen Gustaf Malmström und Eemeli Väre ausschied und damit noch die Bronzemedaille erreichte. Nach den Olympischen Spielen war er noch jahrelang für den GAK Enighet aktiv. Über sein späteres Leben ist nichts bekannt; er verstarb am 15. März 1975, ein Monat vor seinem 85. Geburtstag, in Malmö.